# لويس ألفريدو راموس
لويس ألفريدو راموس (بالإسبانية: Luis Alfredo Ramos)‏ هو دبلوماسي ومحامي وسياسي كولومبي، ولد في 19 أبريل 1948 في بلدية سونسون في كولومبيا. حزبياً، نشط في حزب المحافظين الكولومبي. وقد انتخب عضو مجلس الشيوخ في كولومبيا.